# Flebite
Una flebite, termine comune per tromboflebite o per trombosi venosa superficiale, in medicina, identifica una infiammazione di una vena che si può manifestare generalmente per un trombo che ostruisce una o più vene, più spesso a carico degli arti inferiori, anche se virtualmente ogni vena può essere colpita.
Se la vena colpita è in superficie si parla di tromboflebite superficiale, mentre se è profonda e all’interno di un muscolo, si parla più correttamente di trombosi venosa profonda, situazione molto più grave che pone il paziente a rischio di complicazioni potenzialmente fatali (embolia polmonare).

## Eziologia
Possono svilupparsi per vari motivi e a seconda della causa questa può essere denominata più specificatamente come:
- Flebotrombosi, dato dalla presenza di trombi nella vena e quindi associata a trombosi
- Tromboflebite, dato da microtraumatismi indotti dalle iniezioni.

Un ruolo importante ha la vasculite di tipo:
- Batterica: gli organismi patogeni possono penetrare e stimolare la risposta infiammatoria.
- Chimica: causata da irritanti o soluzioni urticanti.
- Meccanica: trauma fisico determinato dalla puntura del vaso e dal movimento della cannula nella vena durante l'inserimento; qualsiasi successiva manipolazione e/o movimento della cannula; cannula di dimensioni eccessivamente grandi; coagulazione.
- Farmaci: chemioterapici (svariati tipi), celecoxib, olanzapina, antidepressivi , altri.
- Genetica: è noto esistere una predisposizione familiare.
- Abuso di alcol

Talvolta può essere originata da un trauma, mentre negli arti superiori può essere causata da un'iniezione endovenosa o, più raramente, da un prelievo di sangue. Altri fattori di rischio, comuni a flebiti superficiali e trombosi venosa profonda, sono prolungata immobilità per malattia o per interventi chirurgici, patologie che alterano i meccanismi della coagulazione, assunzione di contraccettivi orali, lunga permanenza in posizione seduta, per esempio in occasione di lunghi viaggi in aereo o esposizione ad ambienti molto caldi.

## Segni e sintomi
- Arrossamento (eritema) ed ipertermia locale, con un innalzamento della temperatura di un grado o più rispetto ai valori di base
- Dolore o bruciore lungo il decorso della vena
- Tumefazione locale (edema)
- Indurimento della vena che assume caratteristiche simili ad un cordone

Se questi sintomi si verificano a causa di una infusione endovenosa, per esempio durante una terapia casalinga o clinica, è necessario diminuire o interrompere la velocità di infusione.

## Scala di valutazione (Visual Infusion Phlebitis Score)
Per valutare la flebite da accesso venoso è disponibile una scala di valutazione, chiamata Visual Infusion Phlebitis Score:
|   | Sito inserzione                                                                                               | Situazione                                                                                              |
| - | --- | --- |
| 0 | Il sito di inserzione è integro                                                                               | Nessun segno di flebite Osservare la cannula                                                            |
| 1 | Leggero dolore Oppure Leggero arrossamento                                                                    | Possibile primo segno di flebite Osservare la cannula                                                   |
| 2 | Ci sono due di questi segni: dolore-eritema-gonfiore                                                          | Primo stadio di flebite Rimuovere la cannula                                                            |
| 3 | Presenza di questi segni: dolore lungo il decorso della vena, eritema, indurimento                            | Flebite in stato medio Rimuovere la cannula Probabile necessità di trattare la flebite                  |
| 4 | Presenza di questi segni: dolore lungo il decorso della vena, eritema, indurimento, cordone palpabile         | Flebite in stato avanzato o inizio di tromboflebite Rimuovere la cannula Necessario trattare la flebite |
| 5 | Presenza di questi segni: dolore lungo il decorso della vena, eritema, indurimento, cordone palpabile, febbre | Tromboflebite in stato avanzato Rimuovere la cannula Trattare la flebite                                |

## Rimedi e terapie
Il massaggio è considerato una controindicazione assoluta. Tutte le manipolazioni ed i massaggi delle zone interessate possono determinare una rottura del coagulo, che pertanto può entrare nel torrente circolatorio e determinare embolia.
Come terapia, è indicato il mesoglicano grazie alle sue caratteristiche di farmaco antiaterogeno, antitrombotico e profibrinolitico.